# Laura Hinze
Laura Hinze (* 1997 in Minden) ist eine deutsche Medizinerin und Krebsforscherin.

## Karriere
Laura Hinze begann nach dem Abitur mit 16 Jahren 2013 das Medizinstudium an der Medizinischen Hochschule Hannover (MHH) mit dem Physikum 2015. Danach begann sie mit der Arbeit an ihrer Dissertation (Promotion im Dezember 2020 mit einer 2019 vorgelegten kumulativen Dissertation bei Martin Stanulla) und Forschungsarbeiten, war 2017 in der Gruppe am Boston Children’s Hospital bei Alejandro Gutiérrez. Nach der Rückkehr an die MHH baute sie eine eigene Forschungsgruppe auf. Sie ist seit Januar 2021 Forschungsgruppenleiterin an der MHH am Zentrum Kinderheilkunde und Jugendmedizin und der Klinik für Pädiatrische Hämatologie und Onkologie (Leitung Christian Kratz).

## Werk
Hinze gelang es herauszufinden, wie Krebszellen bei der akuten lymphatischen Leukämie (ALL) – der häufigsten Krebserkrankung bei Kindern – gegen Asparaginase resistent werden. Die Krebszellen können die lebenswichtige Aminosäure Asparagin im Gegensatz zu normalen Körperzellen nicht selbst herstellen und sind daher anfällig gegen ein Enzym, das Asparagin abbaut, die Asparaginase, die als Chemotherapeutikum eingesetzt wird. Die Krebszellen können aber resistent gegen Asparaginase werden. Hinze und ihrer Gruppe ist es gelungen, durch systematisches Ausschalten von rund 19.000 Genen mit Crispr/Cas9 herauszufinden, dass zwei Gene mit Namen NKD2 und LGR6 bei der Resistenz eine besondere Rolle spielen. Schaltet man sie aus, verlieren die Krebszellen ihre Resistenz gegen Asparaginase. Das ermöglicht neue Therapieansätze im Fall von Resistenzen. Sie zeigten außerdem, dass die beiden Gene für Inhibitoren des Wnt-Signalwegs kodieren. Ist der Wnt-Signalweg aktiv (bei gesunden Zellen im Embryonalstadium und später bei Reparaturarbeiten im Gewebe), begünstigt das die Krebsentstehung, wobei das Protein β-Catenin eine besondere Rolle spielt: es überträgt einen Wachstumsbefehl in den Zellkern. In den resistenten Zellen wird er aber inaktiviert, das β-Catenin wird (nach Markierung mit dem Enzym GSK3) im Proteasom abgebaut und liefert das Asparagin, das den normalen Leukämiezellen fehlt. Hinze und ihrem Team gelang es, den Wnt-Signalweg in an Leukämie erkrankten Mäusen teilweise wieder zu reaktivieren und ihre Resistenz zu unterbinden. Das erreichten sie auf anderem Weg auch durch Gabe von GSK3-Inhibitoren und gleichzeitige Gabe von Asparaginase.
Diese Erkenntnisse im Fall der Leukämie ermöglichten auch einen neuen Zugang zur Therapie von Darmkrebs (und möglicherweise anderer solider Tumore), bei dem eine durch Mutationen ausgelöste verstärkte Aktivierung des Wnt-Signalwegs auslösend ist. Bei einem Teil dieser Krebsarten ist das Gen für GSK3 durch diese Mutationen bereits blockiert wegen der Lage der Mutationen stromaufwärts des Gens für GSK3: sie produzieren kein Asparagin und sie sind damit anfällig gegen Asparaginase, was Hinze präklinisch bestätigen konnte.

## Ehrungen
2019 erhielt sie für ihre Leukämieforschung (Überwindung von Resistenzen bei Leukämieerkrankungen) den mit 10.000 Euro dotierten Forschungspreis der Walter Schulz Stiftung. 2021 wurde sie im Max-Eder-Nachwuchsprogramm der Deutschen Krebshilfe mit einer Förderung von 743.000 Euro verteilt auf vier Jahre ausgezeichnet, wobei eine Ausnahme gemacht wurde, da sie eigentlich zu jung für die Förderung war. 2022 erhielt sie den Nachwuchspreis des Paul-Ehrlich-und-Ludwig-Darmstaedter-Preises und ist die bis dahin jüngste Preisträgerin dieses Preises. 2023 wurde Hinze mit dem Wissenschaftspreis der Fritz-Behrens-Stiftung ausgezeichnet.